# Harold Wilson (remer)
Harold Wilson   (Washington, 15 de gener de 1903 ↔ 25 de gener de 1903 - Beach Haven, 2 de maig de 1981) va ser un remer estatunidenc que va competir durant la dècada de 1920.
El 1924 va prendre part en els Jocs Olímpics de París, on guanyà la medalla de bronze en la competició del dos amb timoner del programa de rem, formant equip amb Leon Butler i Edward Jennings.